# Michael Healy-Rae

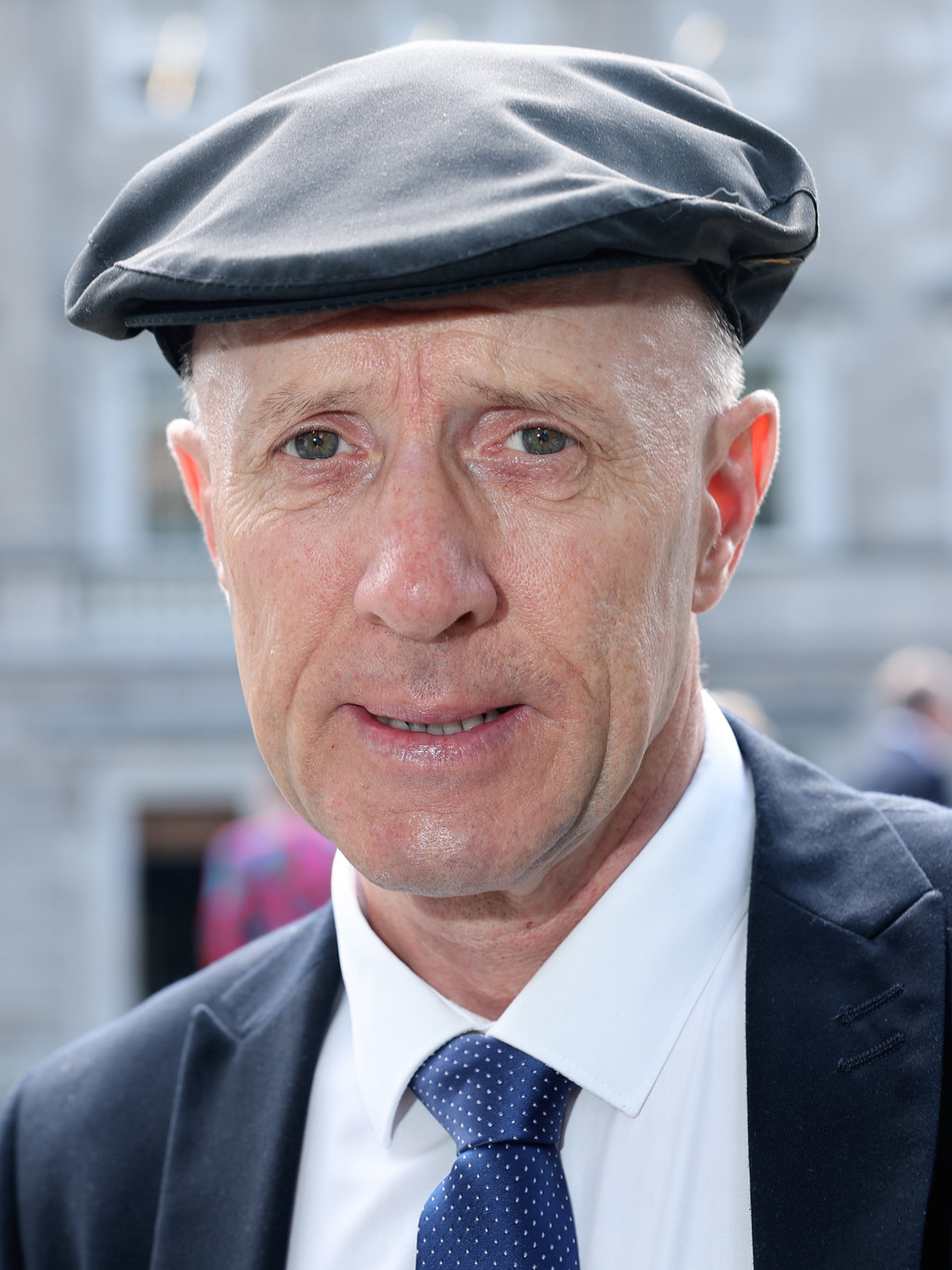
Michael Healy-Rae (2023)

Michael Healy-Rae (* 9. Januar 1967 in Kilgarvan, County Kerry, Irland) ist ein parteiunabhängiger irischer Politiker. Er ist seit 2011 Mitglied (Teachta Dála) des Dáil Éireann, des irischen Unterhauses.

## Leben
Michael Healy-Rae wurde 1967 als jüngster Sohn des Politikers und Lohnunternehmers Jackie Healy-Rae geboren. Michael Healy-Rae bewirtschaftet weiterhin einen Bauernhof in Kilgarvan. Sein besonderes Markenzeichen ist das Tragen einer flat cap bei jeder Gelegenheit, insbesondere seit 2017 in Parlamentssitzungen. Er setzt dabei die Tradition seines Vaters fort.
Healy-Rae konnte, nachdem sein Vater Jackie nicht mehr angetreten war, dessen Sitz im Kerry County Council 1999 für den Bezirk Killorglin erringen. Er blieb bis 2011 im Rat, als er zu den Wahlen zum Dáil Éireann 2011 für den Wahlbezirk Kerry South antrat. Diesen Sitz konnte er erringen und zog als Abgeordneter in den Dáil ein.
Bei den Wahlen 2016 musste er wegen neu zugeschnittener Wahlkreise für den Wahlbezirk Kerry antreten und konnte das Spitzenergebnis einfahren. Diesen Erfolg konnte er auch bei den Wahlen 2020 und 2024 wiederholen.
Michael Healy-Rae positionierte sich im Laufe seiner politischen Karriere gegen das Alkoholverbot am Steuer und gegen den Nichtraucherschutz. Mehrfach erklärte er, gegen Schwangerschaftsabbruch, gleichgeschlechtliche Ehe und Sterbehilfe zu sein.
2020 wurde bekannt, dass er der Abgeordnete mit dem größten Grundbesitz war.

## Privates
Michael Healy-Rae ist seit 1989 mit seiner Frau Eileen verheiratet, mit der er fünf Kinder hat. Sein Sohn Jackie ist Mitglied im Kerry County Council. Sein Bruder Danny Healy-Rae ist ebenfalls für den Wahlbezirk Kerry Teachta Dála im Dáil Éireann.